# Championnat du Zimbabwe de football 2013
Navigation
Saison suivante Saison suivante
La saison 2013 du Championnat du Zimbabwe de football est la cinquante-et-unième édition de la première division professionnelle au Zimbabwe à poule unique, la National Premier Soccer League. Seize clubs prennent part au championnat qui prend la forme d'une poule unique où toutes les équipes se rencontrent deux fois au cours de la saison. En fin de saison, les quatre derniers du classement sont directement relégués et remplacés par les quatre vainqueurs des poules régionales de Division One.
C'est le club des Dynamos FC Harare, double tenant du titre, qui remporte à nouveau le championnat cette saison après avoir terminé en tête du classement final, à égalité de points mais une meilleure différence de buts que le Highlanders FC et Harare City FC. C'est le 21e titre de champion du Zimbabwe de l'histoire du club.

## Les clubs participants
| - Motor Action FC - CAPS United - Black Rhinos FC - Promu de Division One - How Mine FC - Promu de Division One - Buffaloes FC - Black Mambas FC - Triangle FC - Promu de Division One - FC Platinum | - Highlanders FC - Dynamos FC Harare - Shabanie Mine - Harare City FC - Triple B FC - Promu de Division One - Chicken Inn - Monomotapa United - Hwange FC |

## Compétition
Le barème de points servant à établir le classement se décompose ainsi :
- Victoire : 3 points
- Match nul : 1 point
- Défaite : 0 point

### Classement
| Rang | Équipe             | Pts | J  | G  | N  | P  | Bp | Bc | Diff |
| ---- | ------------------ | --- | -- | -- | -- | -- | -- | -- | ---- |
| 1    | Dynamos FC HarareT | 54  | 30 | 14 | 12 | 4  | 43 | 22 | +21  |
| 2    | Highlanders FCC    | 54  | 30 | 16 | 6  | 8  | 45 | 27 | +18  |
| 3    | Harare City FC     | 54  | 30 | 14 | 12 | 4  | 43 | 25 | +18  |
| 4    | FC Platinum        | 50  | 30 | 14 | 8  | 8  | 40 | 29 | +11  |
| 5    | CAPS United        | 49  | 30 | 14 | 7  | 9  | 42 | 34 | +8   |
| 6    | Chicken Inn        | 44  | 30 | 12 | 8  | 10 | 41 | 35 | +6   |
| 7    | How Mine FCP       | 43  | 30 | 12 | 7  | 11 | 28 | 32 | -4   |
| 8    | Triangle FCP       | 42  | 30 | 11 | 9  | 10 | 43 | 36 | +7   |
| 9    | Hwange FC          | 41  | 30 | 11 | 8  | 11 | 36 | 30 | +6   |
| 10   | Black Rhinos FCP   | 40  | 30 | 10 | 10 | 10 | 33 | 35 | -2   |
| 11   | Shabanie Mine FC   | 40  | 30 | 11 | 7  | 12 | 33 | 38 | -5   |
| 12   | Buffaloes FC       | 39  | 30 | 11 | 6  | 13 | 40 | 43 | -3   |
| 13   | Black Mambas FC    | 38  | 30 | 11 | 5  | 14 | 34 | 39 | -5   |
| 14   | Monomotapa United  | 26  | 30 | 6  | 8  | 16 | 25 | 47 | -22  |
| 15   | Motor Action FC    | 20  | 30 | 3  | 11 | 16 | 17 | 37 | -20  |
| 16   | Triple B FCP       | 20  | 30 | 4  | 8  | 18 | 27 | 61 | -34  |

|  | Qualification pour la Ligue des champions 2014                                      |
|  | Qualification pour la Coupe de la confédération 2014                                |
|  | Relégation en deuxième division                                                     |
|  | T : Tenant du titre C : Vainqueur de la Coupe du Zimbabwe P : Promu de Division One |

## Bilan de la saison
| Championnat du Zimbabwe de football 2013 |                               |
| Champion                                 | Dynamos FC Harare (21e titre) |
| Coupes et trophées                       |                               |
| Vainqueur de la Coupe du Zimbabwe 2013   | Highlanders FC                |
| Qualifications continentales             |                               |
| Ligue des champions 2014                 | Dynamos FC Harare             |
| Coupe de la confédération 2014           | How Mine FC                   |
| Promotions et relégations                |                               |
| Promus en National Premier Soccer League | Chiredzi FC                   |
| Promus en National Premier Soccer League | Plumtree Chiefs               |
| Promus en National Premier Soccer League | ZPC Kariba FC                 |
| Promus en National Premier Soccer League | Chapungu United               |
| Relégués en Division One                 | Black Mambas FC               |
| Relégués en Division One                 | Monomotapa United             |
| Relégués en Division One                 | Motor Action FC               |
| Relégués en Division One                 | Triple B FC                   |